# ユニバーサル・レスリング・アソシエーション
ユニバーサル・レスリング・アソシエーション（Universal Wrestling Association、略称：UWA）は、メキシコのプロレス団体。ただし、UWAは王座認定団体の総称であり、興行団体としてはメキシコでルチャリブレ・インターナショナル（Lucha Libre Internaciónal、略称：LLI）と呼ばれている。

## 歴史
1975年1月、EMLLを退団したフランシスコ・フローレス、ベンジャミン・モーラ、レイ・メンドーサらが設立。1月29日、メキシコシティにあるライブ会場「パラシオ・デ・ロス・デポルテス」で旗揚げ戦を開催。ナウカルパンにある闘牛場「エル・トレオ」を拠点としていた。
旗揚げ当初はEMLLからアンヘル・ブランコ、ドクトル・ワグナー、アニバルらを引き抜いて一時は人気を誇っていた。しかし、EMLLから引き抜いた選手がトップに君臨し続けたことにより、世代交代が充分に行うことが出来なかった。
1990年、メキシコで禁止されていたルチャリブレのテレビ中継が解禁となるも流れに乗ることが出来ず、EMLLに遅れをとることになってしまう。
1992年、AAAを旗揚げされると業界トップに躍進して人気が低迷していく。
1994年、社運をかけてAAAと団体対抗戦を企画するもエル・トレオのオーナーが急逝後、エル・トレオの賃貸問題で面倒なことが起こるようになる。
1995年、ほぼすべての所属選手がAAAに移籍する事態が起こり、一気に弱小団体になってしまう。同年、エル・トレオを撤退してメキシコシティにある競技場「アレナ・ネッサワルコヨ」を拠点としていた。
1997年、代表のカルロス・マイネスが誘拐されるという事件が起こり、身代金を工面するためにアレナ・ネッサワルコヨが売却された。アレナ・ネッサワルコヨを失ったことで約22年の歴史に幕を下ろした。UWA世界王座はメキシコと日本に定着しており、王座認定組織として形式的に存在している。
2015年9月12日、再興へ向けて検討に入っていることが明らかにされた。
2018年2月28日、再興が発表されてWWFで会長を務めていた新間寿が会長に就任。

## 国外との関係
日本の新日本プロレス、ユニバーサル・プロレスリング、全日本女子プロレス、ジャパン女子プロレス、アメリカのWWFと業務提携を結び、UWA所属選手が参戦したり、日本とアメリカの選手が参戦していた。

## チャンピオンシップ
| Championship                                                                                 | Last official champion                                                                        | Date won       | Current champion                                | Date won      | Promotion                  | Active |
| -------------------------------------------------------------------------------------------- | --------------------------------------------------------------------------------------------- | -------------- | ----------------------------------------------- | ------------- | -------------------------- | ------ |
| UWA世界ヘビー級王座 （UWA World Heavyweight Championship）                                   | カネック                                                                                      | 1994年3月18日  | ドクトル・ワグナー・ジュニア                    | 2004年6月18日 | Personal                   | No     |
| UWA世界ジュニアヘビー級王座 （UWA World Junior Heavyweight Championship）                    | アエロ・フラッシュ                                                                            | 1995年9月      | 高岩竜一                                        | 2021年5月5日  | プロレスリングFREEDOMS     | Yes    |
| UWA世界ライトヘビー級王座 （UWA World Light Heavyweight Championship）                       | ビジャノ5号                                                                                   | 1994年1月1日   | チェスマン                                      | 2007年8月18日 | Personal                   | No     |
| UWA世界ジュニアライトヘビー級王座 （UWA World Junior Light Heavyweight Championship）        | グラン浜田                                                                                    | 1993年9月22日  | スーパー・ノヴァ                                | 2013年5月17日 | Personal                   | Yes    |
| UWA世界ミドル級王座 （UWA World Middleweight Championship）                                  | エル・テハノ                                                                                  | 1995年2月12日  | 最上九                                          | 2019年6月18日 | 2AW                        | Yes    |
| UWA世界ウェルター級王座 （UWA World Welterweight Championship）                              | 大谷晋二郎                                                                                    | 1994年12月13日 | Inactive                                        | –             | N/A                        | No     |
| UWA世界ライト級王座 （UWA World Lightweight Championship）                                   | ロコ・バレンティーノ                                                                          | 1994年9月22日  | カト・クン・リー・ジュニア                      | 1997年5月9日  | Personal                   | No     |
| UWA世界フェザー級王座 （UWA World Featherweight Championship）                               | コラリージョ                                                                                  | 1992年8月25日  | None                                            | –             | N/A                        | No     |
| UWA世界タッグ王座 （UWA World Tag Team Championship）                                        | ロス・ビジャノス （ビジャノ4号 & ビジャノ5号）                                                | 1993年3月      | ザ・グレート・サスケ & 新崎人生                 | 2021年5月4日  | みちのくプロレス           | Yes    |
| UWA世界6人タッグ王座 （UWA World Trios Championship）                                        | ロス・ミショネロス・デ・ラ・ムエルテ （エル・テハノ & ロッキー・サンタナ & ネグロ・ナバーロ） | 1994年10月9日  | 戦闘民族 （木高イサミ & 藤田ミノル & 下村大樹） | 2021年8月9日  | プロレスリングBASARA       | Yes    |
| UWA世界女子王座 （UWA World Women's Championship）                                           | スレイマ                                                                                      | 1991年2月23日  | ミス・ジャネス                                  | 2002年        | Personal                   | No     |
| UWA世界女子タッグ王座 （UWA World Women's Tag Team Championship）                            | 堀田祐美子 & 井上貴子                                                                         | 1993年9月5日   | Inactive                                        | N/A           | UWA                        | No     |
| UWAインターナショナル女子王座 （UWA International Women's Championship）                     | ハーレー斉藤                                                                                  | 1991年2月11日  | Inactive                                        | N/A           | UWA                        | No     |
| UWA&JWPジュニア王座 （UWA & JWP Junior Championship）                                        | キューティー鈴木                                                                              | 1991年10月10日 | Inactive                                        | N/A           | UWA                        | No     |
| UWA&UWFインターコンチネンタルタッグ王座 （UWA & UWF Intercontinental Tag Team Championship） | グラン浜田 & ザ・グレート・サスケ                                                             | 1992年11月20日 | 真霜拳號 & KAZMA                                | 2005年3月6日  | みちのくプロレス           | No     |
| UWAアジアパシフィックヘビー級王座 （UWA Asia Pacific Heavyweight Championship）              | N/A                                                                                           | N/A            | 間下隼人                                        | 2020年3月19日 | ストロングスタイルプロレス | Yes    |
| WWFライトヘビー級王座 （WWF Light Heavyweight Championship）                                 | ビジャノ3号                                                                                   | 1995年1月      | Inactive                                        | N/A           | WWF                        | No     |
| 太平洋岸タッグ王座 （Pacific Coast Tag Team Championship）                                   | ハーレー斉藤 & ミスA                                                                          | 1990年10月10日 | Inactive                                        | N/A           | ジャパン女子プロレス       | No     |

## 参戦選手

### 男子選手
- アトランティス
- アニバル
- アブドーラ・ザ・ブッチャー
- アブドーラ・タンバ
- アントニオ猪木
- アンドレ・ザ・ジャイアント
- アンヘル・ブランコ
- 維新力浩司
- ヴィールス
- ウラカン・ラミレス
- ウルティモ・ドラゴン
- ウルトラマン
- エクトール・ガルサ
- エミリオ・チャレス・ジュニア
- MS1
- MS2
- エル・イホ・デル・サント
- エル・エスパント・ジュニア
- エル・サタニコ
- エル・サムライ
- エル・サント
- エル・シグノ
- エル・シコデリコ
- エル・ソラール
- エル・ソリタリオ
- エル・テハノ
- エル・パンテーラ
- エル・ブラソ
- エル・マテマティコ
- エンリケ・ベラ
- オーエン・ハート
- オリエンタル
- オロ
- カオス
- カオス・ジュニア
- カト・クン・リー
- カネック
- キッド・グスマン
- キング・ハク
- クーリーSZ
- クラッシャー・バンバン・ビガロ
- グラン浜田
- クリス・アダムス
- グレート・コキーナ
- クロネコ
- クン・フー
- ケンドー
- コナン
- 小林邦昭
- ザ・グレート・サスケ
- 佐野直喜
- サムゥ
- サムソン冬木
- サモアン・サベージ（英語版）
- サングレ・チカナ
- シエン・カラス
- シベルネティコ
- 獣神サンダー・ライガー
- ジョージ高野
- シルバー・キング
- スコルピオ・ジュニア
- スタン・ハンセン
- スペル・アストロ
- スペル・クレイジー
- スペル・デルフィン
- スペル・ハルコン
- タイガー・ジェット・シン
- タイガーマスク（初代）
- ダイナマイト・キッド
- 高杉正彦
- ダグ・ファーナス
- ダニー・クロファット
- タワーリング・インフェルノ
- 長州力
- ティニエブラス
- テムヒン・エル・モンゴル
- ドクトル・ワグナー
- ドクトル・ワグナー・ジュニア
- ドス・カラス
- ドリー・ディクソン
- ネグロ・カサス
- ネグロ・ナバーロ
- バッドニュース・アレン
- パット・パターソン
- ハルク・ホーガン
- バンピーロ・カサノバ
- ピーター・メイビア
- ビジャノ1号
- ビジャノ2号（英語版）
- ビジャノ3号
- ビジャノ4号
- ビジャノ5号
- ビッグバン・ベイダー
- 平田淳二
- ビル・ロビンソン
- ヒロ斎藤
- ブードゥー・マルンバ
- ファトゥ
- フィッシュマン
- フェリーノ
- フエルサ・ゲレーラ
- 藤波辰巳
- ブファロ・アレン
- ブラソ・デ・オロ
- ブラソ・デ・プラタ
- ブラック・スコルピオ
- ブラック・テリー
- ブラック・マジック
- ブラックマン
- ブルー・パンテル
- ブルー・ブレイザー
- ブルドッグKT
- ペガサス・キッド
- ヘビー・メタル
- ペロ・アグアヨ
- 保永昇男
- マサ斎藤
- マサノブ・クルス
- マスカラ・アニョ・ドスミル
- マノ・ネグラ
- ミゲル・ペレス・ジュニア
- ミル・マスカラス
- ヤマト
- ラ・マスカラ
- ラヨ・デ・ハリスコ
- リスマルク
- リンゴ・メンドーサ
- ルー・テーズ
- レイ・メンドーサ
- ロッキー・サンタナ

### 女子選手
- イルマ・アギラール
- イルマ・ゴンザレス
- エステラ・メリナ
- エステル・モレノ
- ジャガー横田
- スレイマ
- タニア・ラ・ゲリジェーラ
- チャベラ・ロメロ
- デスピナ・マンタガス
- デビル雅美
- パンテラ・スレーニャ
- プリンセサ・ブランカ
- ビッキー・ウィリアムス
- ユウ山崎
- レイナ・ガレゴス
- ローラ・ゴンザレス
- ロッシー・モレノ